# Водорацк
Водорацк — село в составе Поливановского сельского поселения Барышского района Ульяновской области. 

## География
Находится на расстоянии примерно 7 километров по прямой на восток от районного центра города Барыш. 

## Название
По одной версии село получило своё название по фамилии польского шляхтича Водорацкого, по другой — остановилась здесь воинская рать воды испить, да так и остались обживать территорию. От слов «вода» и «рать» произошло название сначала «Водорать», затем трансформировалось в Водорацк. По третьей версии название происходит от ручья, где водились раки (вода рачья). 

## История
В 1656 году был построен деревянный храм (неизвестно кем). Престол в нём один — во имя Архистратига Божия Михаила. После постройки церкви село стало ещё и называться Архангельским.
В 1780 году, при создании Симбирского наместничества, село Вадарацкое, при вершине реки Сар Барыша, однодворцев, помещичьих крестьян, при вершинах речки Малой Свияги, вошло в состав Канадейского уезда. С 1796 года — в Карсунском уезде Симбирской губернии.
В 1859 году село Вадарацкое, по левую сторону на коммерческом тракте из г. Симбирска в г. Пензу, входило в состав 1-го стана Карсунского уезда Симбирской губернии, имелась церковь.  
На 1900 год прихожан в с. Водарацком в 100 дворах жило: 323 м. и 307 ж.; народ русский; волостное правление; почтовое отделение; приемный покой.
В 1913 году  в селе было 129 дворов, 817 жителей, Михаило-Архангельская церковь (деревянная, утрачена) и школа. 
В 1930 году был организован колхоз «8-е Марта» (название ему дали по дате проведения общего собрания), после войны укрупнили с соседними сёлами и назвали «Труд», затем, в 1969 году, в совхоз «Водорацкий», ныне — сельскохозяйственный производственный кооператив «Водорацкий».

## Население
Население составляло: 335 человек в 2002 году (89% русские), 344 по переписи 2010 года.

## Инфраструктура
В перестроечное время создана фирма «Автоэкспресс», первое в Ульяновской области частное автотранспортное предприятие. Действовали сельскохозяйственный производственный кооператив «Водорацкий», маслозавод, кирпичный завод, начальная школа, библиотека, сельский клуб. 
В настоящее время имеются фельдшерско-акушерский пункт, детский сад, библиотека, сельский клуб, почта, три магазина.

## Достопримечательности
- Летом 1990 году, была установлена высокая стела с орденом Великой Отечественной войны. На двух больших барельефных плитах — картины боев, потерь и скорби. На памятных досках 156 фамилий.

- В 2020 году появился «Парк Победы в честь 75 годовщины победного окончания Великой»[9].